# Hate Love
Hate Love — дебютный студийный альбом российского рэп-исполнителя Face, выпущенный 8 апреля 2017 года.

## Описание
Дебютный студийный альбом Hate Love был выпущен 8 апреля 2017 года, в 20 летие артиста под его собственным лейблом Face и лейблом Rhymes. В пластинку входят 17 композиций, включая 3 скита и 1 бонус-трек, общая длительность которых составляет более 36 минут. По состоянию на июнь 2024 года Hate Love по сей день остаётся самой крупной работой рэпера.
Немало внимания в альбоме уделено возлюбленной артиста Лизе, однокласснице в которую рэпер был безответно влюблён с 4 класса.
Во второй композиции альбома «Твоя тёплая постель» Face осуждает безразличие людей к проблемам, которые не касаются их непосредственно. Он критикует эгоцентричный образ мышления, когда люди закрываются в своих "теплых постелях" и не замечают страшных событий, происходящих за их пределами. В тексте песни нет прямых призывов к действию, но он фиксирует тревожные настроения и высказывает простую, но важную мысль: равнодушие – это плохо.
В песне "Я нормальный" Face высмеивает стереотипный образ человека, живущего по шаблону, не способного на смелые поступки и ориентирующегося на чужое мнение. По мнению Дрёмина, "нормальный" герой песни живет по предсказуемому маршруту: армия, работа, жена, дети, пенсия, смерть. Единственное, что могло бы изменить его жизнь — встреча с мечтой, в данном случае, девушкой с татуировкой. Но герой не решается на смелый шаг и остаётся в привычном мире. Фраза "Я нормальный, я знакомиться, конечно же, не стал"  демонстрирует его страх перед выходом из зоны комфорта и желание оставаться в привычной, но неполноценной жизни.

## Список композиций
Слова и музыка всех песен — Ивана Дрёмина.
| №                   | Название                             | Продюсер            | Длительность |
| ------------------- | ------------------------------------ | ------------------- | ------------ |
| 1.                  | «Жизнь»                              | Fifty Grand         | 2:03         |
| 2.                  | «Твоя тёплая постель»                | Lovell              | 1:20         |
| 3.                  | «Лиза» (при участии Squirrel Flower) | NVSTY               | 3:00         |
| 4.                  | «Десять пенсий»                      | Slight              | 2:10         |
| 5.                  | «Золото на моей шее»                 | Pulse               | 3:12         |
| 6.                  | «Антидепрессант»                     | Vessels             | 2:00         |
| 7.                  | «Фестиваль красок»                   | Pack Man            | 1:36         |
| 8.                  | «Дружбы не бывает»                   | 6risko              | 2:38         |
| 9.                  | «Два замка (Разговор с Лизой)»       | Ezra                | 1:56         |
| 10.                 | «Я нормальный»                       | Parisvvs            | 2:16         |
| 11.                 | «Даёт»                               | Cobis               | 1:45         |
| 12.                 | «Вместо мозга вода»                  | Solsa               | 1:29         |
| 13.                 | «Если рэп не даст мне денег»         | $ojhi               | 2:11         |
| 14.                 | «В комнатах тьмы»                    | Haruhi              | 2:58         |
| 15.                 | «Смерть»                             | Fifty Grand         | 2:46         |
| 16.                 | «Жизнь после смерти»                 | Face                | 0:23         |
| 17.                 | «Дик пик» (Бонус-трек)               | L Beats             | 3:12         |
| Общая длительность: | Общая длительность:                  | Общая длительность: | 36:55        |

| №   | Название                       | Длительность |
| --- | ------------------------------ | ------------ |
| 1.  | «Жизнь»                        | 2:03         |
| 2.  | «Твоя теплая постель»          | 1:20         |
| 3.  | «Десять пенсий»                | 2:10         |
| 4.  | «Золото на моей шее»           | 3:12         |
| 5.  | «Антидепрессант»               | 2:00         |
| 6.  | «Фестиваль красок»             | 1:36         |
| 7.  | «Дружбы не бывает»             | 2:38         |
| 8.  | «Два замка (Разговор с Лизой)» | 1:56         |
| 9.  | «Я нормальный»                 | 2:16         |
| 10. | «Даёт»                         | 1:45         |
| 11. | «Вместо мозга вода»            | 1:29         |
| 12. | «Если рэп не даст мне денег»   | 2:11         |
| 13. | «В комнатах тьмы»              | 2:58         |
| 14. | «Смерть»                       | 2:46         |
| 15. | «Жизнь после смерти»           | 0:23         |
| 16. | «Дик пик» (Бонусный трек)      | 3:12         |

## Чарты
| Чарты (2023)        | Песня          | Высшая позиция |
| ------------------- | -------------- | -------------- |
| Беларусь (Spotify)  | Антидепрессант | 5              |
| Украина (Spotify)   | Антидепрессант | 10             |
| Казахстан (Spotify) | Антидепрессант | 74             |
| Беларусь (Spotify)  | Лиза           | 13             |
| Украина (Spotify)   | Лиза           | 52             |

| Чарты (2024)            | Песня          | Высшая позиция |
| ----------------------- | -------------- | -------------- |
| Беларусь (Spotify)      | Антидепрессант | 17             |
| Казахстан (Apple music) | Антидепрессант | 34             |
| Украина (Spotify)       | Антидепрессант | 47             |
| Казахстан (Spotify)     | Антидепрессант | 74             |
| Украина (Apple music)   | Антидепрессант | 77             |
| Беларусь (Spotify)      | Лиза           | 35             |
| Украина (Spotify)       | Лиза           | 88             |

## Оценки
Информационное агентство InterMedia в своей рецензии на альбом комментирует его так:

Фейс стал подростковым рэп-героем, потому что крайне точно описал от первого лица чувства и эмоции поколения — перепады настроения, метания между ненавистью и любовью (см. название альбома), растерянностью и бравадой, смесь грубого цинизма и воздушного романтизма, фантазии о дичайших сексуальных победах и мечты о нежной и единственной.